# الخضرة (رداع)

تعديل مصدري - تعديل

قرية الخضرة هي إحدى قرى عزلة العرش التابعة لمديرية العرش بمحافظة البيضاء اليمنية ، يبلغ تعداد سكانها 994 نسمة حسب التعداد السكاني لعام 2004.

## المحلات
تقسم القرية إلى عدة محلات :
| محلة       | عدد المساكن | عدد الأسر | الذكور | الأناث | الإجمالي |
| ---------- | ----------- | --------- | ------ | ------ | -------- |
| حيد نويره  | 4           | 3         | 10     | 9      | 19       |
| حيد الفرعه | 5           | 6         | 25     | 21     | 46       |
| شمسان      | 34          | 36        | 116    | 140    | 256      |
| القاهر     | 16          | 14        | 50     | 50     | 100      |
| الجحله     | 18          | 26        | 77     | 90     | 167      |
| سامع       | 10          | 8         | 31     | 35     | 66       |
| باب النجد  | 7           | 8         | 22     | 31     | 53       |
| الوادي     | 6           | 6         | 21     | 27     | 48       |